# أتاكابا

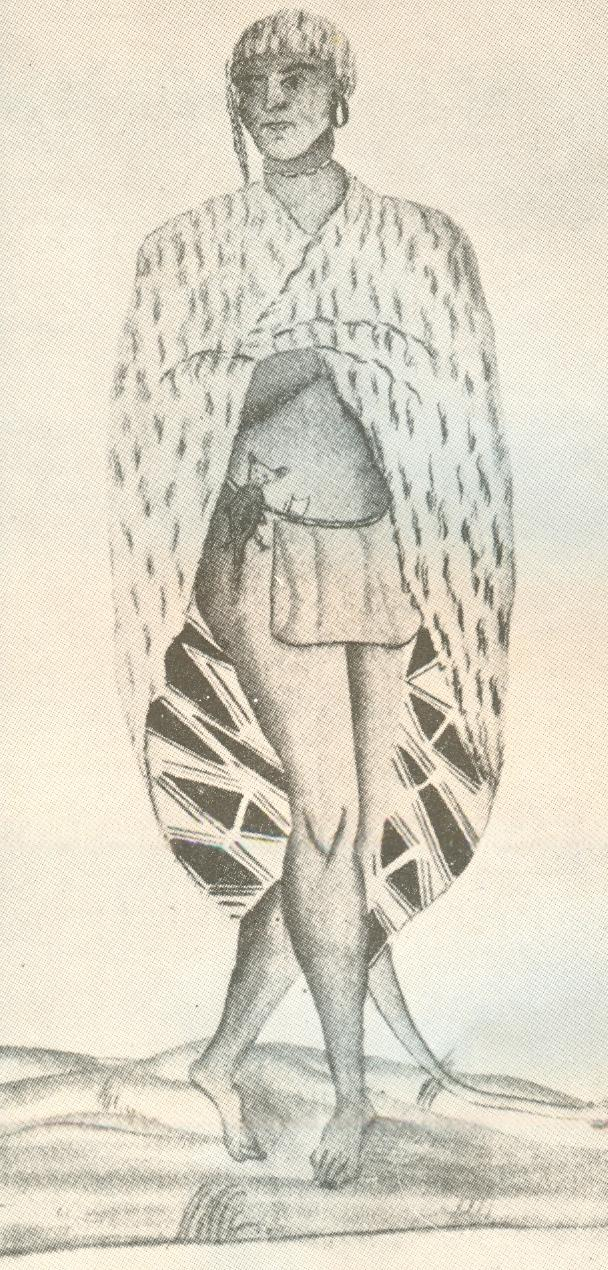

أتاكابا Atakapa هي إحدى قبائل السكان الأصليين في الأراضي المشجرة في الجنوب الشرقي للولايات المتحدة، وكانوا يتحدثون لغة أتاكابا وعاشوا تاريخيا على طول خليج المكسيك. اعتمد الأوروبيون هذا الاسم من منافسيهم التشوكتاو، والذين قابلهم الأوربيون أولا. أطلق شعب الأتاكابا أطلقوا على أنفسهم اسم إيشاك، والذي يترجم إلى "الشعب". " وفي داخل القبيلة عرفوا باسماء "شعب الشروق" و "شعب الغروب ". هلك معظمهم بسبب الأمراض المعدية بعد الاتصال الأوروبي وانحسر وجودهم كقبيلة، وانضم الناجون منهم إلى قبائل أخرى ولا تزال ذريتهم موجودة في لويزيانا وتكساس. واجتمع الناس الذين يصنفون أنفسهم من الأتاكابا والإيشاك في عام 2006.
أتى اسم أتاكابا من الاسم الذي أطلقه عليهم التشوكتاو، ويعني «آكلو الناس»، لممارستهم طقوس أكل لحوم البشر. وعندما قابل الأوروبيون التشوكتاو لأول مرة خلال استكشافهم، تبنوا منهم هذا الاسم على الشعب الساكن في الغرب. عاش شعب أتاكابا في أودية الأنهار وشواطئ البحيرات وسواحل خليج جالفستون في تكساس إلى خليج فيرمليون، لويزيانا.
انتقلت ملكية لويزيانا إلى إسبانيا عام 1762 بعد هزيمة فرنسا في حرب السنوات السبع، ولم يكتب بعدها الشيء الكثير عن أتاكابا كقبيلة. كما لم يعودوا موجودين كقبيلة بسبب ارتفاع معدل الوفيات الناجم عن تفشي الأمراض المعدية في أواخر القرن الثامن عشر. وانضم الناجون عموما إلى قبال كادو وكواساتي والقبائل المحيطة الأخرى، ولكنهم حافظوا على بعض التقاليد. بقي بعض من الأتاكابا وكذلك تقاليدهم في القرن العشرين.

## أعلام
- الكسندر بورتر